# Vincent Cassel
Vincent Cassel, nome artístico de Vincent Crochon, (Paris, 23 de novembro de 1966) é um ator francês, filho da jornalista Sabine Cassel-Lanfranchi e do também ator Jean-Pierre Cassel.

## Biografia
É meio-irmão da atriz Cécile Cassel e irmão de Mathias, conhecido como Rockin' Squat, membro do grupo francês de rap Assassin. É conhecido por possuir grande identificação com o Brasil, sendo especialista em capoeira. Um dos filmes mais importantes da sua carreira é La Haine de Mathieu Kassovitz.
Além do francês, o ator fala inglês, português e italiano fluentemente, e tem conhecimento básico em russo.
Foi casado com a atriz italiana Monica Bellucci, com quem contracenou várias vezes. Juntos tiveram uma filha chamada Deva, nascida em 12 de setembro de 2004 e outra chamada Léonie, nascida em 20 de maio de 2010, ambas nascidas em Roma.
Desde 2011, apoia publicamente o chefe Raoni na luta contra a barragem de Belo Monte. Esta é a primeira vez que apoia publicamente uma causa.
Morou de 2013 a 2018 no Rio de Janeiro – onde mantém um imóvel –, inicialmente no Arpoador (com a então mulher Monica Bellucci) e, após a separação, no morro do Vidigal.
Em 2016, começou a namorar a modelo francesa Tina Kunakey. Os dois se casaram em 24 de agosto de 2018, na cidade de Bidart, na França. Oito meses depois, em 19 de abril de 2019, nasceu filha do casal, Amazonie Cassel. Em 2023, o casal se divorcia, tendo Cassel apagado todas as fotos de Tina em seu perfil do Instagram.
Em 2024, começou a se relacionar com a modelo brasileira Narah Baptista, com quem teve um filho, Caetano, em 2025.

## Filmografia parcial
- Hors normes (2019)
- O Grande Circo Místico (2018); Jean Paul Moreau
- Gauguin (2017)[14]; Paul Gauguin
- O Filme da Minha Vida (2017); Nicolas
- Westworld (2016); Engerraud Serac
- Jason Bourne (2016); Assassino
- É Apenas o Fim do Mundo (2016); Antoine
- Doce Veneno (2015); Laurent
- Mon Roi (2015)
- A Bela e a Fera (2014); Fera
- Trance (2013); Franck
- O Monge (2012); Pe. Ambrósio
- Um Método Perigoso (2011); Otto Gross
- Cisne Negro (2010); Thomas Leroy
- Nosso Dia Chegará(Notre jour viendra) (2010); Patrick
- À Deriva (2009); Mathias
- L'instinct de mort (2008);Jacques Mesrine
- Sa majesté Minor (2007);Satyre
- Eastern Promises (2007); Kirill
- Ocean's Thirteen (2007)
- Sheitan (2006) — - Joseph (também como produtor)
- Derailed (2005) — LaRoche
- Ocean's Twelve (2004) — François Toulour
- Blueberry (2004) — Mike S. Blueberry
- The Reckoning (2003) — Lord De Guise
- Irréversible (2002) — Marcus
- Ice Age (2002) — Diego (voz na versão francesa)
- Sur mes lèvres (2001) — Paul
- Birthday Girl (2001) — Alexei
- Shrek (2001) — voz de Monsieur Hood
- O Pacto dos Lobos (2001) — Jean-François de Morangias
- Les Rivières Pourpres (The Crimson Rivers) (Rios Vermelhos) (2000) — Max Kerkerian
- Guest House Paradiso (1999) — Gino Bolognese
- Jeanne d'Arc (1999) — Gilles de Rais
- Elizabeth (1998) — Duc d'Anjou
- Come mi vuoi (1997) — Pasquale
- Dobermann (1997) — Yann le Pentrec (Dobermann)
- L'Appartement (1996) — Max
- L'Élève (1996) — Julien
- Jefferson em Paris (1995) — Camille Desmoulins
- La Haine (1995) — Vinz
- Métisse (1993) — Max
- Les cigognes n'en font qu'à leur tête (1989) - Pierre